# Podosfairikī Athlītikī Enōsī Eparchias Keryneias
Il Podosfairikī Athlītikī Enōsī Eparchias Keryneias (in greco Ποδοσφαιρική Αθλητική Ένωση Επαρχίας Κερύνειας cioè Unione sportiva e calcistica del Distretto di Kyrenia), meglio noto come PAEEK, è una società polisportiva cipriota fondata nel 1953 a Kyrenia da alcuni laureati della Kyrenia Gymnasium.
Dopo l'invasione turca di Cipro avvenuta nel luglio 1974 la sede è stata spostata a Nicosia.

## Colori
I colori del PAEEK sono formati dal nero, che simboleggia la tristezza per l'invasione turca del 1974, e dal bianco, che rappresenta la speranza di poter tornare, un giorno, nella loro città natale.

## Basket
Il PAEEK fu un membro fondatore della Federazione cestistica di Cipro nel 1966.
Nel 1970 vinse per 3 volte consecutive il campionato di prima divisione, e sono riusciti a raggiungere la finale della Coppa di Cipro in 5 occasioni.

## Palmarès

### Basket
Campionato cipriota: 3
1970, 1971, 1972

### Calcio

#### Competizioni nazionali
- B' Katīgoria: 1

2020-2021
- G' Katīgoria: 3

1991-1992, 2002-2003, 2007-2008

#### Altri piazzamenti
- Coppa di Cipro:

Semifinalista: 1984-1985